# Shigeta Animal Pharmaceuticals
 (avril 2020).
Shigeta Animal Pharmaceuticals (japonais : シゲタ動物薬品工業株式会社) est une entreprise qui a mené des recherches dans le développement et la fabrication de médicaments vétérinaires à Oyabe, dans la préfecture de Toyama, au Japon.

## Présentation
L'entreprise est créée en 1984 sous le nom de Blue Cross Co., Ltd., dont le siège social est situé à Kanazawa, Ishikawa. Elle fabrique et vend des réactifs de groupage sanguin pour chiens et chats.
En 2000, le nom de la société devient Shigeta Animal Drug Industry Co., Ltd. En plus de la fabrication et de la vente des principaux produits et médicaments de groupage sanguin pour les animaux et produits sanguins, elle développe une machine commerciale de traitement des déchets qui peut décomposer complètement les déchets organiques. L'entreprise développe un large éventail d'activités telles que l'identification des zones de production alimentaire et des matières premières par tests ADN. Elle développe également pour la première fois au monde une méthode de groupage sanguin pour chiens et chats, utilisant des anticorps monoclonaux, ainsi qu'une souche vaccinale recombinante génique de vaccin contre la grippe aviaire hautement pathogène H5N1.
L'entreprise possède également de nombreuses technologies uniques, et participe à la 2007 NEW Environmental Exhibition qui s'est tenue du 6 au 8 septembre 2007 à Osaka.

## Fermeture de l'entreprise
En novembre 2007, cinq accusés, dont le président Yoshiyuki Nishio, sont arrêtés pour avoir vendu des agents de groupage sanguin de chiens non homologués,.
En mai 2007, avant la condamnation des accusés, le ministère de l'Éducation, de la Culture, des Sports, des Sciences et de la Technologie n'a pas pris les mesures appropriées sur la base de la loi sur la garantie de la biodiversité en réglementant l'utilisation des organismes génétiquement modifiés, etc. Et Est utilisé avec le Chiba Cancer Center et l'Université nationale de l'Université d'Hiroshima[pas clair].
Shigeta Animal Pharmaceuticals ferme ses portes avant mai 2007, afin de prévenir la récurrence de l'utilisation d'organismes recombinants qui violaient la loi de Carthagène (loi concernant la protection de la biodiversité par le biais de réglementations telles que l'utilisation d'organismes génétiquement modifiés).
Le siège social ferme fin février 2008 et fait faillite la même année. La dette totale de l'entreprise est d'environ 1,3 milliard de yens.
Le 22 mai 2008, le président de la société est condamné par le tribunal de district à un an de prison ferme, quatre ans de prison avec sursis et à une amende d'un million de yens.

## Abandon du siège social
À l'heure actuelle, le site du siège social est abandonné avec de nombreux produits chimiques et équipements laissés à l'intérieur du bâtiment, et il est appelé Biohazard Research Center ou S Industry et attire l'attention des amateurs de sites à l'abandon. Les vidéastes Le Grand JD et Tev Ici Japon y font d'ailleurs une excursion postée sur YouTube le 17 novembre 2019 où l'on peut apercevoir le laboratoire P3 complètement laissé à l'abandon avec du matériel comme une centrifugeuse, un microscope électronique à balayage ou encore des rangées de flacon remplis de produits médicaux de toutes sortes,.
Le 29 avril 2021 un incendie d'origine suspecte se déclare au deuxième étage du bâtiment, le feu sera éteint au bout d'une heure et quarante minutes par les pompiers,. Des traces de l'incendie sont visible depuis l'extérieur du bâtiment au deuxième et troisième étage.